# Periploca hydaspidis
Periploca hydaspidis är en oleanderväxtart som beskrevs av Hugh Falconer. Periploca hydaspidis ingår i släktet Periploca och familjen oleanderväxter. Inga underarter finns listade i Catalogue of Life.